# Allochalcis subfasciata
Allochalcis subfasciata är en stekelart som först beskrevs av Walker 1871.  Allochalcis subfasciata ingår i släktet Allochalcis och familjen bredlårsteklar. Inga underarter finns listade i Catalogue of Life.